# Triporula biarmata
Triporula biarmata är en mossdjursart som först beskrevs av Campbell Easter Waters 1882.  Triporula biarmata ingår i släktet Triporula och familjen Exechonellidae. Inga underarter finns listade i Catalogue of Life.